# Degerfors (Gemeinde)
Koordinaten: 59° 14′ N, 14° 26′ O

Degerfors ist eine Gemeinde (schwedisch kommun) in der schwedischen Provinz Örebro län und der historischen Provinz Närke. Der Hauptort der Gemeinde ist Degerfors.

## Orte
In der Gemeinde liegen die Ortschaften (tätorter) Åtorp, Degerfors und Svartå.